# Cola octoloboides
Cola octoloboides är en malvaväxtart som beskrevs av J.P.M. Brenan. Cola octoloboides ingår i släktet Cola och familjen malvaväxter. Inga underarter finns listade i Catalogue of Life.